# 孙三
孙三（1915年—1999年），中国人民解放军将领、中国人民解放军开国少将。
曾任装甲兵技术部部长。1955年，授予中国人民解放军少将。